# Rivka Galchen
Rivka Galchen (née le 19 avril 1976) est une écrivaine américano-canadien. Son premier roman, Perturbations atmosphériques, est paru en France en 2009. Elle est actuellement professeur assistante dans le département de création littéraire de l'Université Columbia.

## Biographie
Née à Toronto, au Canada, Rivka Galchen vit aux États-Unis où ses parents se sont installés peu après sa naissance. De 1982 à 1994, elle a vécu à Norman (Oklahoma), où son père était professeur de météorologie à l'Université d'Oklahoma et sa mère programmeuse au National Severe Storms Laboratory. Ses parents, d'ascendance juive, avait émigré d'Israël avant sa naissance.
Après avoir étudié à l'Université de Princeton et obtenu un doctorat en médecine (spécialisé en psychiatrie) à la Mount Sinai School of Medicine en 2003, elle a effectué un master de création littéraire à l'Université Columbia.
Elle s'est mariée en 2001.

## Œuvre
Galchen a signé ou cosigné divers articles scientifiques parus dans de grands médias américains tels que le New Yorker, le New York Times et The Believer.
Touchant, entre autres, à la problématique française de l'autofiction, son premier roman, Perturbations atmosphériques, met en scène un personnage qui porte le nom de son père, Tzvi Gal-Chen, professeur de météorologie et membre d'une Académie royale de météorologie fictive. Il est, en outre, illustré de photos de famille.
Interrogeant la folie, notre perception du réel et celle de nos proches, Perturbations atmosphériques conte l'histoire d'un psychiatre convaincu du jour au lendemain que sa femme a disparu pour être remplacée par un double, et qui se lance à sa recherche avec l'aide de l'un de ses patients. À sa publication, en 2008, il a été remarqué par la critique américaine qui a parfois mis en exergue sa filiation avec des auteurs comme Borges ou Thomas Pynchon.